# Pera Nobile
 'Nobile' es un cultivar antiguo de pera europea Pyrus communis. Es una antigua fruta autóctona del centro-oeste de Emilia-Romaña. En la provincia de Parma su presencia está atestiguada desde el siglo XVIII. Las frutas son descritas como muy buenas.

## Sinonimia
- "Pero Nobile" en la provincia de Parma,
- "Lauro" en el Piacentino,
- "Barban" en Reggio Emilia,
- "Pera Noble".

## Origen
La 'Pera Nobile' es una antigua fruta autóctona del centro-oeste de Emilia-Romaña. En la provincia de Parma su presencia está atestiguada desde el siglo XVIII, los estudios la identifican en algunos frescos pintados en la provincia de Parma la presencia del fruto ya antes de 1700, en particular en el Castillo de Torrechiara y en la Rocca di San Secondo.
En el antiguo Ducado de Parma, Piacenza y Guastalla, el cultivo se desarrolló especialmente en el siglo XIX durante el período de María Luisa de Austria, nacida en Viena, y que acostumbrada a una gastronomía de las combinaciones agridulces, apreció sus características y contribuyó a su difusión.
'Nobile' está cultivada en diversos bancos de germoplasma de cultivos vivos tales como en National Fruit Collection (Colección Nacional de Fruta) de Reino Unido con el número de accesión: 1958-158 y Nombre Accesión : Pero Nobile.

## Características
'Nobile' árbol de extensión erguida, de vigor moderadamente vigoroso. Está en el "grupo de floración 4", tiene un tiempo de floración que comienza a partir del 25 de abril con el 10% de floración, para el 29 de abril tiene una floración completa (80%), y para el 10 de mayo tiene un 90% caída de pétalos. Para injertar los perales, uno puede usar como portainjerto un membrillo de Provenza.
'Nobile' tiene una talla de fruto de mediano a mediano-grande; forma cónico / piriforme, con un peso promedio de 151,00 g; con nervaduras muy débiles; epidermis con color de fondo amarillo, con un sobre color naranja / rosa, importancia del sobre color muy bajo / bajo, y patrón del sobre color chapa / moteado, presentando un rubor rojizo que cubre las dos cuartas partes de la superficie, las lenticelas blanquecinas son abundantes, ruginoso-"russeting" (pardeamiento áspero superficial que presentan algunas variedades) bajo (1-25%); cáliz medio abierto, ubicado en una cuenca de profundidad media; pedúnculo de una longitud de largo-muy largo, con un ángulo recto, con una curva medio, y un grosor medio-grueso; carne de color amarillo. Es suculenta y se derrite en la boca.
El "russeting" (pardeamiento áspero superficial que presentan algunas variedades), es más o menos importante dependiendo de las condiciones climáticas.

### Recogida
El peral 'Nobile' es extremadamente rústico, se adapta a muchos suelos y se puede cultivar hasta 1000 metros sobre el nivel del mar, también se adapta bien a la sequía. La planta se puede cultivar tanto en macetas como en palmetas, una característica importante es que el fruto es resistente a la carpocapsa , gracias a la consistencia de la pulpa que desalienta la entrada de este insecto.
Su tiempo de recogida de cosecha se inicia a finales de septiembre. Se mantiene bien durante dos meses en cámara frigorífica.

## Cocina
La 'Pera Nobile' es uno de los ingredientes básicos para la preparación del relleno de Tortel Dols, un plato típico de la zona baja de Parma con un característico sabor agridulce que la tradición se remonta a la época en que María Luisa de Habsburgo reinaba sobre el Ducado de Parma.
En la tradición gastronómica popular tanto en la sierra como en el llano, era muy popular la cocción con vino, castañas y patatas. 
También se prepara una mostaza con esta pera que toma su nombre de la propia fruta y de la sede de la ciudad del Ducado el Noble de Parma.